# Ma Kelly’s Greasy Spoon
Ma Kelly’s Greasy Spoon — третий студийный альбом британской группы Status Quo. Это был первый альбом, на котором музыканты отошли от психоделического звучания и начали экспериментировать с хард-роком, который станет одним из основных стилей группы. Также это последний альбом записанный с участием клавишника Роя Лайнса. Альбом вышел в августе 1970 года и не попал в чарты.
Группа начала экспериментировать с новым звучанием и наняла австралийского певца и автора песен Карла Грозмана, чтобы он написал им песню. Той песней стала «Down the Dustpipe», которая была выпущена в качестве неальбомного сингла в марте 1970, вместе с песней Росси/Парфитта «Face Without a Soul» из предыдущего альбома Spare Parts в качестве би-сайда. По словам Фрэнсиса Росси это была «первая запись, которая продемонстрировала фирменное буги-звучание». Она стала самой популярной на концертных исполнениях. Пресса в своё время назвала сингл «неожиданностью», поскольку он сильно отличался от того, что делала группа ранее. В первый раз, когда композиция проигрывалась на радиостанции Radio 1, диск-жокей Тони Блэкберн прервал её со словами: «На помойку». Тем не менее песня стала хитом и заняла 12-е место в UK singles chart и оставалась там в течение 17 недель.
В октябре 1970 года вышел очередной неальбомный сингл, песня, написанная соавторстве Росси/Парфитта — «In My Chair». Би-сайдом к ней стала песня «Gerdundula» (написана в Германии Росси и Янгом под псевдонимами «Манстон и Джеймс»). В итоге «In My Chair» стала хитом и достигла 21-го места в чарте. А «Gerdundula» позже была перезаписана для следующего альбома, Dog of Two Head.
В том же 1970 году во время гастролей Рой Лайнс влюбился и позже утверждал, что он видел, насколько серьёзно остальные члены группы относились к славе, и что он просто хотел провести свою жизнь с вновь обретённой любовью. По словам продюсера группы Джона Шрёдера, написавшего комментарии к трёхдисковому сборнику The Early Years, Лайнс был «тихим членом группы» и «почему-то всегда казался странным за её пределами».
Рик Парфитт говорил о Лайнсе: «в нём не хватало страсти; это был парень с ОУ, который любил мастерить и узнавать всякое».
Фрэнсис Росси отметил, что когда Лайнс появился на концерте Status Quo в Новой Зеландии около 10 лет спустя, тот выглядел счастливым парнем.

## Список композиций
| №  | Название                                | Автор(ы)                   | Длительность |
| -- | --------------------------------------- | -------------------------- | ------------ |
| 1. | «Spinning Wheel Blues» ()               | Фрэнсис Росси, Боб Янг     | 3:21         |
| 2. | «Daughter»                              | Алан Ланкастер             | 3:01         |
| 3. | «Everything»                            | Фрэнсис Росси, Рик Парфитт | 2:36         |
| 4. | «Shy Fly»                               | Фрэнсис Росси, Боб Янг     | 3:49         |
| 5. | «(April) Spring, Summer and Wednesdays» | Фрэнсис Росси, Боб Янг     | 4:12         |

1. ↑  На оригинальном издании указана под названием «Spinning Wheel».

| №  | Название                          | Автор(ы)                   | Длительность |
| -- | --------------------------------- | -------------------------- | ------------ |
| 1. | «Junior’s Wailing»                | Киран Уайт, Мартин Пью     | 3:33         |
| 2. | «Lakky Lady»                      | Фрэнсис Росси, Рик Парфитт | 3:14         |
| 3. | «Need Your Love»                  | Фрэнсис Росси, Боб Янг     | 4:46         |
| 4. | «Lazy Poker Blues»                | Питер Грин, Клиффорд Адамс | 3:37         |
| 5. | «Is It Really Me / Gotta Go Home» | Алан Ланкастер             | 9:34         |

| №  | Название                                  | Автор(ы)               | Длительность |
| -- | ----------------------------------------- | ---------------------- | ------------ |
| 1. | «In My Chair» (альтернативный микс)       | Фрэнсис Росси, Боб Янг | 3:34         |
| 2. | «Gerdundula» (альтернативный микс)        | Боб Янг, Фрэнсис Росси | 4:10         |
| 3. | «Down the Dustpipe» (альтернативный микс) | Карл Грозман           | 2:08         |
| 4. | «Junior’s Wailing» (альтернативный микс)  | Киран Уайт, Мартин Пью | 3:36         |

| №   | Название                                            | Автор(ы)               | Длительность |
| --- | --------------------------------------------------- | ---------------------- | ------------ |
| 1.  | «Is It Really Me / Gotta Go Home» (Early Rough Mix) | Алан Ланкастер         | 6:54         |
| 2.  | «Daughter» (Early Working Mix for Poss. Guitar)     | Алан Ланкастер         | 2:57         |
| 3.  | «Down the Dustpipe» (7")                            | Карл Грозман           | 2:06         |
| 4.  | «In My Chair» (7")                                  | Фрэнсис Росси, Боб Янг | 3:19         |
| 5.  | «Gerdundula» (7" Original Version)                  | Манстон, Джеймс        | 3:23         |
| 6.  | «Down the Dustpipe» (BBC Session)                   | Карл Грозман           | 1:49         |
| 7.  | «Junior’s Wailing» (BBC Session)                    | Киран Уайт, Мартин Пью | 3:01         |
| 8.  | «Spinning Wheel Blues» (BBC Session)                | Фрэнсис Росси, Боб Янг | 2:17         |
| 9.  | «Need Your Love» (BBC Session)                      | Фрэнсис Росси, Боб Янг | 2:29         |
| 10. | «In My Chair» (1979 Pye Promo Flexidisc)            | Фрэнсис Росси, Боб Янг | 1:37         |

1. 1 2 3 4  Записано на BBC Studio 1, Shepherd’s Bush, в октябре 1970 года на John Peel Show.

## Участники записи
- Фрэнсис Росси — вокал, гитара
- Рик Парфитт — гитара, вокал
- Алан Ланкастер — бас, гитара вокал
- Джон Коглан — ударные
- Рой Лайнс — орган

## Положение в хит-парадах
Еженедельные чарты:
| Год  | Хит-парад                                 | Высшая позиция | Пребывание |
| ---- | ----------------------------------------- | -------------- | ---------- |
| 2020 | Великобритания (Albums Sales Chart)       | 74             | 1 неделя   |
| 2020 | Великобритания (Independent Albums Chart) | 28             | 1 неделя   |
| 2020 | Великобритания (Physical Albums Chart)    | 65             | 1 неделя   |
| 2020 | Великобритания (Record Store Chart)       | 32             | 1 неделя   |
| 2020 | Великобритания (Vinyl Albums Chart)       | 34             | 1 неделя   |